# Albin Manner
Alpinus Wilhelm (Albin Vilho) Manner, född 4 april 1888 i Jäskis, död 8 februari 1954 i Helsingfors, var en finländsk affärsman och politiker (Agrarförbundet). Han var Finlands försvarsminister 1930–1931 i regeringen Svinhufvud II. Innan dess var han biträdande försvarsminister 4 juli 1930–10 juli 1930 i samma regering.
Manner var ledamot av Finlands riksdag från Viborgs läns östra valkrets 1917–1927 och 1929–1933 samt elektor i presidentvalet i Finland 1925. Han var verkställande direktör för Oy Valha Ab 1940–1954.
Manner är begravd på Sandudds begravningsplats.